# Idool
Idool  est un village de la commune de Belel situé dans la région de l'Adamaoua et le département de la Vina au Cameroun, à l'Est-Sud-Est de Ngaoundéré, de part et d'autre de la route qui relie cette ville à Bebel et Mbang.

## Population
En 1967, Idool comptait 272 habitants, principalement Foulbe.
Lors du recensement de 2005, 1 952 personnes y ont été dénombrées.

## Ressources
Idool vit principalement de l'agriculture et de l'élevage, un peu du tourisme, notamment grâce à sa fraîcheur.

## Infrastructures
Idool dispose d'une mosquée, d'un centre de santé construit en 2003 et d'un lycée opérationnel depuis 2007-2008.